# ان‌جی‌سی ۵۹۷۰
ان‌جی‌سی ۵۹۷۰ (انگلیسی: NGC 5970) نام یک کهکشان در صورت فلکی مار است.